# Club Deportivo Oriente Petrolero
El Club Deportivo Oriente Petrolero és un club de futbol, bolivià de la ciutat de Santa Cruz de la Sierra.

## Història
El club va ser fundat el 5 de novembre de 1955 per treballadors del jaciment petrolífer Yacimientos Petroliferos Fiscales Bolivianos (YPFB). És el primer club de Santa Cruz que aconseguí proclamar-se campió bolivià.

## Palmarès
- Campionat bolivià de futbol:[6]
  - 1971, 1979, 1990, 2001, 2010

- Torneo de Play-Off:[7]
  - 2010

- Campionat de Santa Cruz:
  - 1967, 1969, 1970, 1971, 1972, 1973, 1976

- Copa AeroSur: 
  - 2003, 2005